# Österreichischer Mobilfunkmarkt
Der Mobilfunkmarkt in Österreich umfasste Ende 2021 knapp 21,6 Millionen aktive SIM-Karten, ohne M2M-Karten betrug die Anzahl der aktivierten SIM-Karten 13,148 Millionen. Diese Zahlen sind seit 2011 nahezu gleichbleibend. Im vierten Quartal 2021 war der Marktanteil der Betreiber folgendermaßen:
- A1 Telekom Austria: 38,2 %
- Magenta Telekom: 25,1 %
- Hutchison Drei Austria: 22,4 %
- HoT Telekom: 8,2 %
- MASS Response (spusu): 3,8 %
- andere Mobilfunkanbieter (MVNO) 2,2 %[2]

## Übersicht
Österreichische Mobilfunkgesellschaften mit eigenem GSM-, UMTS- und LTE-Netz, samt Vorwahl(en) für das Netz:
| Vorwahl    | Marke    | Unternehmen            | Eigentümer            | Bemerkungen |
| ---------- | -------- | ---------------------- | --------------------- | --- |
| 0664       | A1       | A1 Telekom Austria     | Telekom Austria       | Kooperationsabkommen mit Vodafone |
| 0676       | Magenta  | Magenta Telekom        | Deutsche Telekom      | vormals max.mobil, T-Mobile Austria, Teil der T-Mobile-Gruppe |
| 0660, 0699 | Drei (3) | Hutchison Drei Austria | CK Hutchison Holdings | Teil der 3-Gruppe, 0699 war die Vorwahl von Orange (vormals one; davor Connect Austria). Orange wurde 2012 von Drei übernommen, mit der Netzzusammenlegung wurde 2013 begonnen |

Mobile Rufnummern bestehen aus einer dreistelligen Bereichskennzahl und einer sieben- bis neunstelligen Teilnehmernummer.
Folgeziffern hinter der Teilnehmernummer sind unter Auflagen zulässig, Rufnummern für betreiberbezogene Dienste müssen mindestens vierstellig sein. Dekadische Rufnummernblöcke von Teilnehmernummern sind in den Bereichen (0)650 bis (0)653, (0)655, (0)657, (0)659 bis (0)661 und (0)663 bis (0)699 zuzuteilen.

## National-Roaming-Abkommen
Zwischen A1 und dem Mobilfunkunternehmen Drei (3) bestand bis 2012 ein so genanntes „National Roaming“-Abkommen. In Regionen, wo Drei noch kein UMTS-/HSDPA-Netz aufgebaut hat, kommunizierten Drei-Kunden über das GSM-Netz von Telekom Austria (A1). Seit 2012 besteht aber eine Kooperation von 3 zum „National Roaming“ mit Magenta Telekom, da der Vertrag mit A1 gekündigt wurde. Magenta-Kunden nutzen im Gegenzug das UMTS Netz von 3 in Regionen, wo die Magenta Telekom kein eigenes 3G-Netz anbietet. Trotz der Übernahme von Orange und der damit verbundenen Netzzusammenlegung bleibt bisweilen die Kooperation aufrecht. Anfang 2021 wurde das ursprüngliche National Roaming Abkommen nochmals erweitert. Drei Kunden können nun nicht mehr nur das GSM-Handynetz, sondern auch das UMTS-Netz von Magenta Telekom nutzen.

## Rufnummernmitnahme (Portierung)
Am 16. Oktober 2004 startete in Österreich das Zeitalter der mobilen Rufnummernmitnahme. Im Jahr 2021 wurden in Summe 274.661 Rufnummern portiert, was im Vergleich zum Vorjahr einer Steigerung um 10,4 % entspricht. So lässt sich bei diesen an der Vorwahl nicht mehr der Anbieter ablesen.
Auch in Österreich gibt es die Nummernportierung, d. h. die bisherige Nummer kann bei einem Providerwechsel mitgenommen werden. Eine Nummer mit Vorwahl 0664 kann also durchaus auch zu Drei gehören. Als Anrufer weiß man dadurch aufgrund der Vorwahl einer Nummer nicht mehr mit Bestimmtheit, in welches Netz man anruft. Wich das Zielnetz von der gewählten offiziellen Netzvorwahl ab, nannte aber eine Bandansage das tatsächliche Zielnetz. Jeder Mobilfunkkunde konnte die automatisierte Ansage für eigene Anrufe deaktivieren lassen, sodass keine Ansage mehr erfolgte, wenn man eine portierte Rufnummer wählte. Mit Inkrafttreten der Nummernübertragungsverordnung 2012 am 1. März 2012 wurde diese Bestimmung umgedreht: Seither darf eine Ansage nicht mehr erfolgen, es sei denn, der Kunde verlangt eine solche Information. Selbst auf Verlangen des Kunden darf eine Ansage allerdings nur mehr dann erfolgen, wenn sie auch tariflich relevant ist.

## Entwicklung des Marktes
Auf dem Mobilfunk-Markt herrscht starker Preisdruck und somit ist er einer der am härtesten umkämpften in Europa. Zudem ist die Marktsättigung (Zahl der aktiven SIM-Karten in Relation zur Bevölkerung) in Österreich sehr hoch: Statistisch gesehen 146 Prozent (da manche Mobilfunkkunden mehrere SIM-Karten besitzen und auch weil die Mobilfunkgesellschaften auch kaum genutzte Karten als „aktive“ Kunden angeben). Aber auch die Summe der telefonierten Minuten im Mobilfunk übersteigt mittlerweile jene derer im Festnetz. Die Anbieter kämpfen daher nicht um Neukunden, sondern um die Kunden der jeweiligen Konkurrenten. Deswegen gilt es als unwahrscheinlich, dass sich langfristig alle Betreiber etablieren können.
Eine erste Konsolidierung trat im August 2005 infolge des Aufkaufs der viertgrößten Mobilfunkgesellschaft tele.ring durch die Nummer zwei des Marktes, Magenta Telekom, ein.
2012 kaufte der Mobilfunkanbieter 3 Hutchison nach Genehmigung der EU-Behörde den Netzanbieter Orange auf.
Im Dezember 2014 wurde laut Eigenaussage mit der HoT Hofer Telekom in Österreich der erste MVNO gegründet.
Laut RTR, der Rundfunk und Telekom Regulierungs-GmbH, sank die mobile Gesprächsdauer in Österreichs Netzen 2021 gegenüber dem Vorjahr um gut 2,2 % auf 26,374 Milliarden Minuten, die Zahl der SMS um 4,6 % auf 1,389 Milliarden. Als Verdeutlichung: 2012 wurden noch 8,4 Milliarden SMS versendet. 2009 wurden erst 16 Millionen Gigabyte im mobilen Internet übertragen, 2021 schon 3.128 Millionen Gigabyte. Das entspricht durchschnittlich pro Teilnehmer im Jahr 2445 Minuten, 129 SMS und 249,46 GB oder täglich 6,7 Minuten, 0,35 SMS und 700 Megabyte.

## Netzabdeckung und Ausbau
Die Mobilfunknetze sind in Österreich trotz schwieriger Topographie im Vergleich zu Deutschland sehr gut ausgebaut. A1 und Magenta Telekom bieten ein flächendeckendes GSM-Netz auf 900 MHz an, während Drei GSM flächendeckend auf 1800 MHz und teilweise auf 900 MHz anbietet. Kunden in Bereichen ohne GSM-Netzabdeckung durch Drei greifen auf das Magenta Telekom Netz in Form von National Roaming zu.
UMTS wird von allen drei Betreibern auf 2100 MHz angeboten. Drei und A1 bieten die größten UMTS-Netze an, während das Magenta-Telekom-UMTS-Netz nur in Ballungsräumen und an wichtigen Hauptverkehrswegen vorhanden ist. In Gebieten ohne eigenes UMTS-Netz nutzen Magenta-Telekom-Kunden das UMTS-Netz von Drei.
LTE wird von A1 auf 800 MHz und in Städten zusätzlich auf 2600 MHz ausgestrahlt und soll bis Ende des Jahres 2015[veraltet] flächendeckend in ganz Österreich vorhanden sein. Drei hat im Zuge der Orange-Übernahme sein Netz mit dem ehemaligen Orange-Netz zusammengelegt und komplett umgebaut. Seit August 2015 ist LTE bei Drei österreichweit installiert und besteht aus 6000 Basisstationen. Drei verwendet LTE auf 1800 MHz und in der Stadt auf 2600 MHz. Seit 2016 wird von Drei das LTE-Netz auch auf 900 MHz und 2100 MHz ausgebaut. Magenta Telekom baut am Land auf 800 MHz und in den Ballungsräumen auf 1800 MHz und 2600 MHz aus und will bis Ende des Jahres 2016[veraltet] mehr als 97 % der Bevölkerung erreichen.

## Frequenzübersicht
- 700 MHz
  - Magenta: LTE + 5G möglich ab 2021
  - drei: LTE + 5G möglich ab 2021
- 800 MHz
  - A1: LTE (max.150 Mbit/s)
  - Magenta: LTE (max. 75 Mbit/s)
- 900 MHz
  - A1: GSM/GPRS/Edge (max. 236 Kbit/s)
  - Magenta: GSM/GPRS/Edge (max. 236 Kbit/s), UMTS/HSDPA/DC-HSDPA (max. 42 Mbit/s) seit 10/2017; abgeschlossen österreichweit 10/2018
  - Drei: LTE (max. 22,5 Mbit/s), GSM/GPRS/Edge (max. 236 Kbit/s)
- 1500 MHz
  - A1: LTE + 5G möglich ab 2021
  - Magenta: LTE + 5G möglich ab 2021
  - Drei: LTE + 5G möglich ab 2021
- 1800 MHz
  - A1: LTE (aktuell kein Ausbau), GSM/GPRS, Edge
  - Magenta: LTE (max. 110 Mbit/s), GSM/GPRS/Edge
  - Drei: LTE (max. 150 Mbit/s), GSM/GPRS/Edge
- 2100 MHz
  - A1: UMTS/HSDPA/DC-HSDPA (max. 42 Mbit/s) + 5G möglich ab 2021
  - Magenta: UMTS/HSDPA/DC-HSDPA (max. 42 Mbit/s), LTE (max. 150 Mbit/s) + 5G möglich ab 2021
  - Drei: LTE (max. 75 Mbit/s), UMTS/HSDPA/DC-HSDPA (max. 42 Mbit/s) + 5G möglich ab 2021
- 2600 MHz
  - A1: LTE (max. 150 Mbit/s)
  - Magenta: LTE (max. 150 Mbit/s)
  - Drei: LTE (max.150 Mbit/s)
- 3400 MHz
  - A1: 5G (dz. max. 500 Mbit/s)
  - Magenta: 5G (dz. max. 500 Mbit/s)
  - Drei: 5G (dz. max. 500 Mbit/s)
  - MASS Response: 5G regional NÖ+BGL
  - LIWEST: 5G regional OÖ
  - Salzburg AG: 5G regional SBG
  - Holding Graz: 5G regional STMK[12]